# Sigurd Henningsson
Karl Oskar Sigurd Henningsson, född 14 juni 1937 i Värnamo församling i Jönköpings län, död 1 augusti 2002 i Viksjö församling i Stockholms län, var en svensk militär.

## Biografi
Henningsson avlade officersexamen vid Krigsskolan 1960 och utnämndes samma år till fänrik i armén, varefter han gick Ingenjörofficersskolan vid Artilleri- och ingenjörofficersskolan 1962–1963, befordrades till kapten vid Bodens ingenjörkår 1968 och till major vid Svea ingenjörregemente 1972. År 1977 blev han överstelöjtnant i Generalstabskåren, varpå han tjänstgjorde vid Huvudavdelningen för armémateriel i Försvarets materielverk från 1977 och utnämndes till överstelöjtnant med särskild tjänsteställning 1980. Han var ställföreträdande chef för Bodens ingenjörregemente 1981–1982 och tillförordnad regementschef 1982–1983. Henningsson var detaljchef vid Huvudavdelningen för armémateriel i Försvarets materielverk 1983–1993. Han är gravsatt i minneslunden på Görvälns griftegård.